# الا هوپر
الا کیگری هوپر (زاده ۳۰ ژانویه 1983) خواننده و ترانه‌سرای موسیقی راک استرالیایی، مجری رادیو و شخصیت تلویزیونی است.
در جوایز موسیقی APRA در سال ۲۰۰۱، الا و جسی هوپر برنده ترانه‌سرای سال شدند.